# IQVIA
IQVIA (bis 2017 QuintilesIMS) ist ein US-amerikanisches Unternehmen im Bereich der Gesundheitsforschung und -datenanalyse. Das Unternehmen entstand 2016 durch die Fusion des Auftragsforschungsinstituts Quintiles und des Marktforschungsunternehmens IMS Health. IQVIA bietet Dienstleistungen für Unternehmen der Life-Science- und Gesundheitsbranche an und beschäftigt weltweit über 80.000 Mitarbeiter in mehr als 100 Ländern. Es gehört zu den größten Auftragsforschungsinstituten (Contract Research Organizations, CRO) weltweit.

## Geschichte
Quintiles wurde 1982 von Dennis Gillings in den USA gegründet und spezialisierte sich auf die Organisation und Durchführung klinischer Studien für Pharma- und Biotech-Unternehmen. IMS Health geht auf eine Gründung im Jahr 1954 zurück und entwickelte sich zu einem führenden Anbieter von Gesundheitsdaten und pharmazeutischer Marktforschung. Beide Unternehmen wuchsen über Jahrzehnte in ihren Branchen: Quintiles galt als weltweit führend bei klinischen Auftragsstudien und hatte 2014 einen weltweiten Marktanteil von 15 %, während IMS Health große Datenbestände über Arzneimittelverkäufe und Versorgungsdaten aufbaute. Quintiles wurde 1997 zu einem börsennotierten Unternehmen und führte 2013 eine erfolgreiche Sekundäraktienemission durch.  IMS Health ging 2014 an die Börse.
Im Oktober 2016 fusionierten Quintiles und IMS Health zu einem gemeinsamen Konzern namens QuintilesIMS. Durch den Zusammenschluss wurden die Kompetenzen beider Unternehmen – klinische Forschung und Gesundheitsdaten-Analytik – unter einem Dach vereint. Im November 2017 gab das Unternehmen die Umbenennung in IQVIA bekannt. Der neue Name setzt sich aus den Anfangsbuchstaben „I“ (für IMS Health) und „Q“ (für Quintiles) sowie dem lateinischen Wort „via“ für Weg zusammen, als Anspielung auf die Entstehung des Unternehmens aus den beiden Vorgängern. Seit der Fusion hat IQVIA sein Geschäft weiter ausgebaut und ist an der New York Stock Exchange unter dem Kürzel IQV notiert.

## Tätigkeit
IQVIA ist in verschiedenen Bereichen der Gesundheitswirtschaft aktiv. Das Unternehmen unterstützt Pharma- und Biotechnologieunternehmen sowie staatliche Gesundheitseinrichtungen und Kostenträger mit Dienstleistungen entlang des gesamten Medikamentenlebenszyklus. Zu den zentralen Geschäftsfeldern gehören die Planung und Durchführung klinischer Studien (Phasen I–IV) für neue Medikamente im Auftrag Dritter, die Erhebung und Auswertung von Gesundheitsdaten (etwa zu Arzneimittelverordnungen und Therapieergebnissen) sowie Beratungs- und Technologielösungen für Akteure im Gesundheitswesen. IQVIA stellt beispielsweise großen Pharmakonzernen Datenanalysen zur Verfügung, um bei Zulassungsstudien, Markteinführungen und der Überwachung von Arzneimittelsicherheit zu unterstützen. Zudem entwickelt das Unternehmen Software und Plattformen, die den Austausch und die Analyse von medizinischen Daten erleichtern.
Ein bedeutender Teil der Tätigkeit von IQVIA liegt in der Nutzung umfangreicher Gesundheitsdaten. Die früheren IMS-Datenbanken verfolgten nach Unternehmensangaben zeitweise über eine Million Arzneimittelprodukte und erfassten rund 80 % der weltweiten Arzneimittel-Verkaufstransaktionen anonymisiert. Die Kombination aus Datenmaterial und eigener Forschungskapazität verschafft dem Unternehmen eine große Marktmacht.

## Kontroversen
Die großen Datensammlungen von ISM Health sorgten sowohl in Deutschland als auch in den USA für Bedenken hinsichtlich Privatsphäre und Datenschutz von Patienten.
Am 17. Juli 2023 klagte die Federal Trade Commission (FTC) gegen die Übernahme von Propel Media durch IQVIA und behauptete in einer Verwaltungsklage, dass die Übernahme IQVIA eine marktführende Position im Bereich der programmatischen Werbung im Gesundheitswesen verschaffen und die Preise für die Verbraucher im Gesundheitswesen erhöhen würde. Dadurch scheiterte die geplante Übernahme.